# Crana

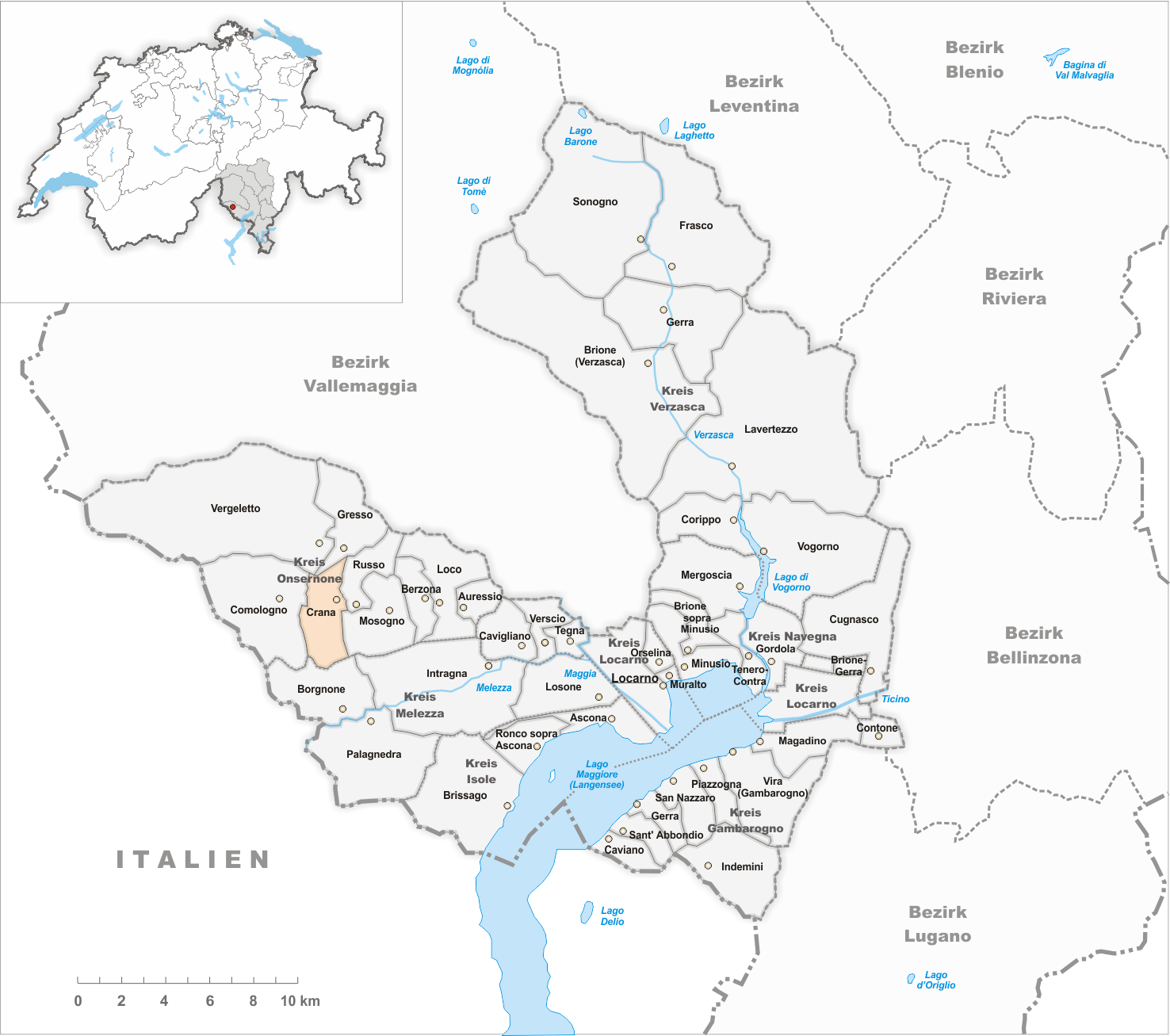
Gemeindestand vor der Fusion am 1. Januar 1995

Crana ist eine Ortschaft in der Gemeinde Onsernone im Kanton Tessin, Schweiz. Bis Ende 1994 bildete sie eine eigene Gemeinde.

## Geographie
Das Dorf liegt auf 892 m ü. M., 22 km von Locarno entfernt an der Strasse nach Comologno und Spruga.

## Geschichte
Das Dorf wurde 1228 als Grana erwähnt. Während des Ancien Régime war die Squadra von Crana, die auch das Gebiet von Vocaglia, Comologno und Spruga umfasste, Teil der alten Gemeinde Onsernone. Die moderne politische Gemeinde entstand mit den institutionellen Veränderungen der napoleonischen Mediation 1803. Das Dorf ist bekannt für die grosse Zahl der Heimatberechtigten (über 5000): Um die geringen Einnahmen des Dorfes aufzubessern, wurde früher die Ortsbürgerschaft (und damit die schweizerische Staatsbürgerschaft) für eine bescheidene Gebühr verliehen.
Crana fusionierte am 1. Januar 1995 mit Comologno und Russo zur Gemeinde Onsernone.

## Bevölkerung
Einwohnerzahlen: Volkszählungsdaten

## Sehenswürdigkeiten
- Pfarrkirche Santi Pietro und Paolo, 1676 erbaut, 1886 renoviert und 1900–1902 vergrössert[3][4]
- Ponte Oscuro zwischen Russo und Crana unter der heutigen Strassenbrücke am alten Maultier-Saumpfad (mulattieria) über den Fluss Isorno[3][4]

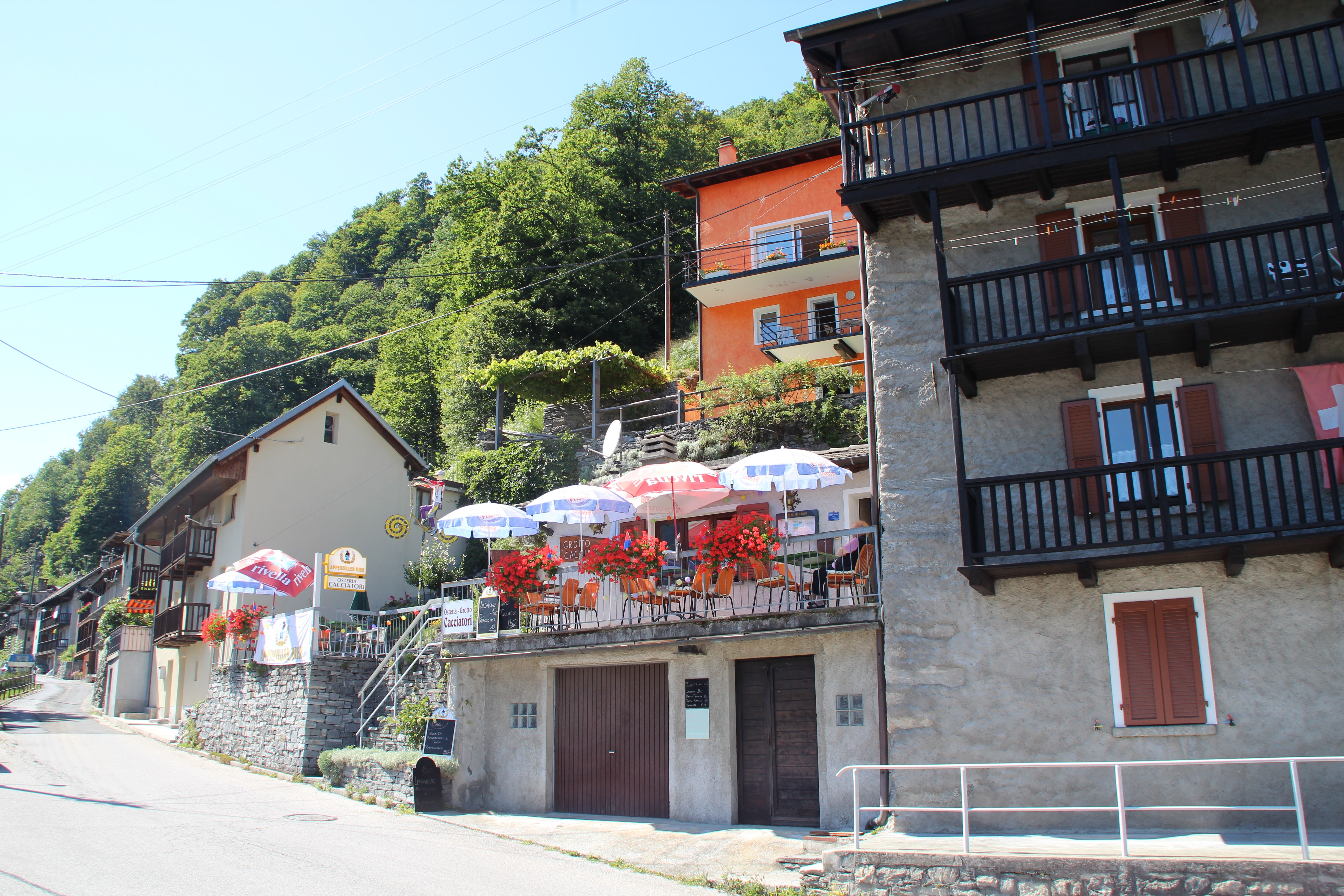
Osteria Cacciatore

## Persönlichkeiten
- Luigi Simona (1874–1968), Doktor der Theologie, Kunsthistoriker, Autor